# Ворона, Пётр Васильевич
Пётр Васи́льевич Воро́на (укр. Петро Васильович Ворона; род. 6 августа 1967 года, с. Круподеринцы Оржицкого района Полтавской области) — украинский государственный деятель, председатель Полтавского областного совета с 2014 по 2015 год.

## Биография
Родился 6 августа 1967 года в селе Круподеринцы Оржицкого района Полтавской области.
Окончил Денисовскую среднюю школу в 1984 году, после окончания школы поступил на естественно-географический факультет Ворошиловградского педагогического института, который окончил в 1991 году. С 1986 по 1988 год проходил службу в армии, старший сержант запаса.
С 1991 года работал учителем географии и истории Денисовской среднеобразовательной школы І-ІІІ классов, с 2000 по 2002 год был заместителем директора по учебно-воспитательной работе в той же школе.
С 2002 по 2004 был тренером по самбо в харьковской школе «Эрудит».
В 2004 году окончил Харьковский региональный институт государственного управления Национальной академии государственного управления при Президенте Украины, магистр государственного управления.
С 2004 года был начальником отдела субсидий управления труда и социальной защиты населения Оржицкой районной государственной администрации, с 2005 по 2006 год был главой Оржицкой районной государственной администрации.
Избирался депутатом Полтавского областного совета 4-го, 5-го и 6-го созывов. С 28 апреля 2006 года по 18 ноября 2010 года был заместителем председателя Полтавского областного совета 5-го созыва.
В 2007 году получил степень кандидата наук государственного управления, В 2008 году окончил учебный курс «Власть и политика» в Открытом университете Израиля, с 2010 по 2013 год был докторантом кафедры парламентаризма и политического менеджмента Национальной академии государственного управления при Президенте Украины. Является автором трёх и соавтором восьми коллективных монографий, 5 учебников и более 175 статей и тезисов на тему развития партийной системы и местного самоуправления на Украине.
В 2011 году окончил Полтавский национальный технический университет имени Ю. Кондратюка по специальности «экономика предприятия». Проходил стажировку и изучал опыт работы органов местного самоуправления США, Китая, Польши, Бельгии, Швеции и Германии.
Долгое время был членом партии «Наша Украина», с 20 марта 2011 года возглавлял полтавскую областную организацию партии «УДАР» Виталия Кличко.
24 февраля 2014 года стал председателем Полтавского областного совета 6-го созыва после того, как прежний председатель Иван Момот подал в отставку в условиях смены власти в стране, занимал должность до ноября 2015 года.
С августа 2014 по 2015 года проходил службу в зоне вооружённого конфликта на востоке Украины, служил в 79-й отдельной аэромобильной бригаде.
Женат, супруга — Лариса Ивановна, учитель математики. Трое детей: Анастасия (1991 г.р.), Богдан (1997 г.р.), Мария (2004 г.р.).